# حزب العمال الغواتيمالي - الحزب الشيوعي
كان حزب العمال الغواتيمالي – الحزب الشيوعي (بلاسبانية: Partido Guatemalteco del Trabajo – Partido Comunista) حزب شيوعي غير شرعي في غواتيمالا. في عام 1978 تاسس الحزب بعد الانقسام في حزب العمال الغواتيمالي (PGT). مصدر الحزب من تيارين من حزب غواتيمالي العمل. أحد تيار تتالف من الناس الذين كانوا أعضاء في الحزب لفترة قصيره من الزمن. كانوا ينتمون الي القوات المسلحة المتمردة (FAR)، ولكن تركت هذه المجموعة من اجل الانضمام الي حزب غواتيمالي العمل. تتكون التيار الاخري من ناس من اللجنة العسكرية لحزب غواتيمالي العمل من اللجنة الإقليمية المركزية ومن لجنه المنطقة الاموس.
في اواءل الثمانينات كان الحزب قد طرد كارلوس كوينتيروس. كوينتيروس انضم الي الحزب بعد خروجه من حزب غواتيمالي العمل - نواة القيادة الوطنية (PGT-NDN). في 9 تشرين الأول، 1983، القي القبض علي كوينتيروس. كوينتيروس بدات تتعاون مع القوات الحكومية في ملاحقة نشطاء المعارضة. وقدم الجيش المعلومات المتعلقة بمواقع قاده وفاعليات من حزب غواتيمالي العمل - الحزب الشيوعي، حزب غواتيمالي العمل - نواة القيادة الوطنية وحزب غواتيمالي العمل. الحزب شبه الإناء اثر الاعتقالات والاعتداءات. العديد من القادة قتلوا. فقط قسم صغير من الحزب بقي حيا. هذا القسم تجميعهم في حزب غواتيمالي العمل - الاموس.